# فرديناند وولف
فرديناند وولف (بالألمانية: Ferdinand Wolff)‏ هو ثوري وكاتب وصحفي ألماني، ولد في 7 نوفمبر 1812 في كولونيا في ألمانيا، وتوفي في 8 مارس 1905 في لندن في المملكة المتحدة.